# Anansus aowin
Anansus aowin là một loài nhện trong họ Pholcidae. Loài này được phát hiện ở Ivoorkust.